# 岳王廟
座標: 北緯30度15分08秒 東経120度08分06秒 / 北緯30.25222度 東経120.13500度

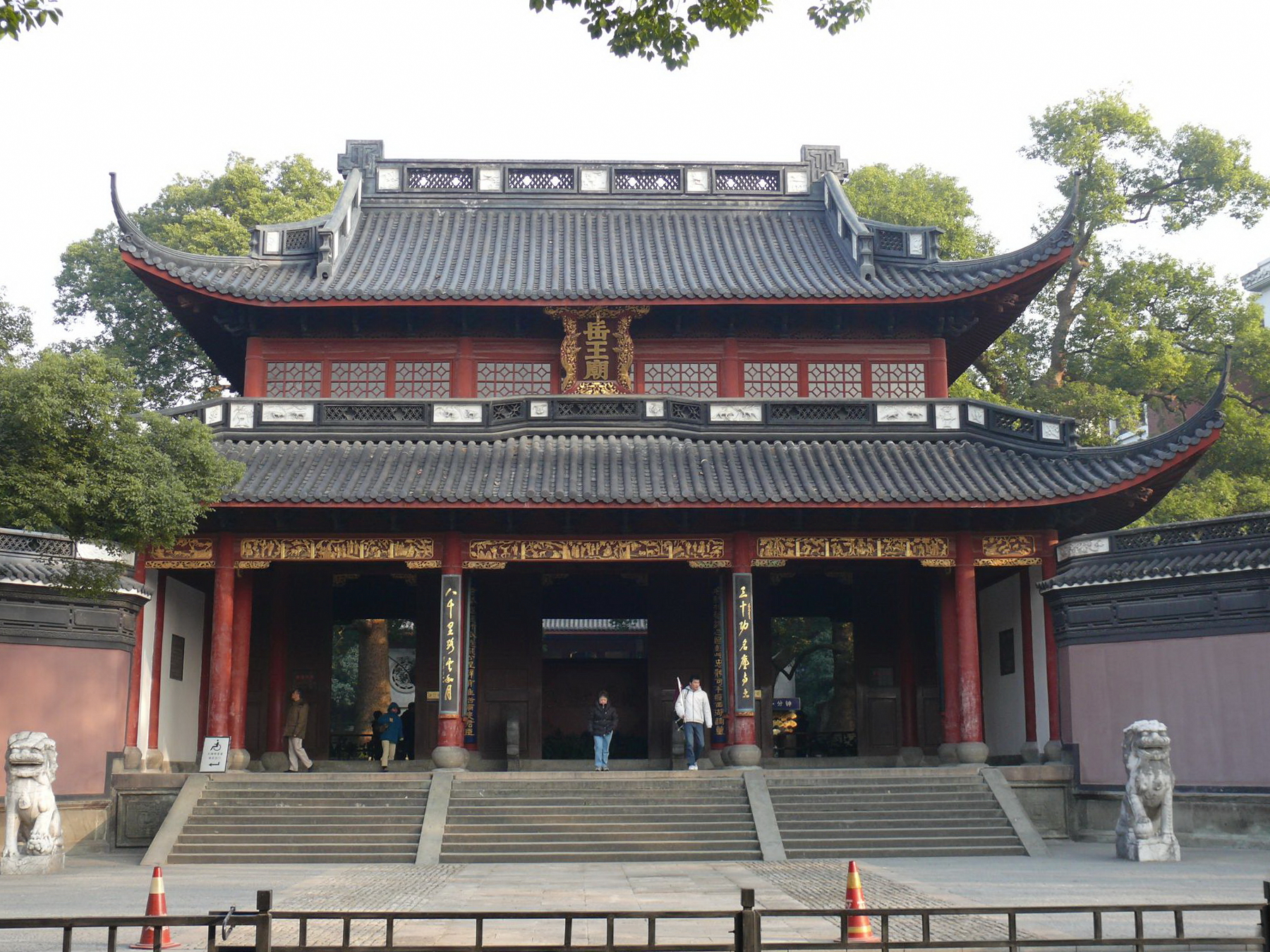
岳王廟の大門（入り口）

岳王廟（がくおうびょう、中国語: 岳王庙）は、中国南宋の武将・岳飛を祭る廟で、浙江省杭州市の西湖近くにあるこの岳王廟がよく知られている。

## 概要
岳飛（1103年 – 1142年）は南宋（都は臨安、現在の杭州）の武将で、女真族の金に対して多くの戦績を挙げている。しかし、高宗配下の講和派・秦檜らの讒言により撤退して左遷されて、その後謀殺され、不本意な生涯を終えている。中国の歴史上の武将としては三国時代の蜀の武将・関羽と並ぶ英雄で、彼の廟が多く立てられている。
杭州にあるこの岳王廟は特に有名で、岳飛の死から約80年後の嘉定14年（1221年）、智化寺という寺院に「岳廟」として建てられている。1918年に「岳王廟」として大々的に再建されて、文化大革命中に完全に破壊されたが、正殿などが1979年に再建された。
現在は壮麗な大門を入るといくつかの建物があり、正殿に岳飛が祭られている。岳飛・岳雲（岳飛の養子）の墓の近くに、彼らを陥れた秦檜と妻の王氏が縄でつながれて正座させられている銅像があり、それに唾を吐きかける習慣があったが、現在は禁止されている。
この岳王廟は西湖の北西岸の北山街に面していて、「蘇堤」の北側の付け根付近にあり、西湖を中心とする杭州観光客も多く訪れる名所になっている。

## ギャラリー

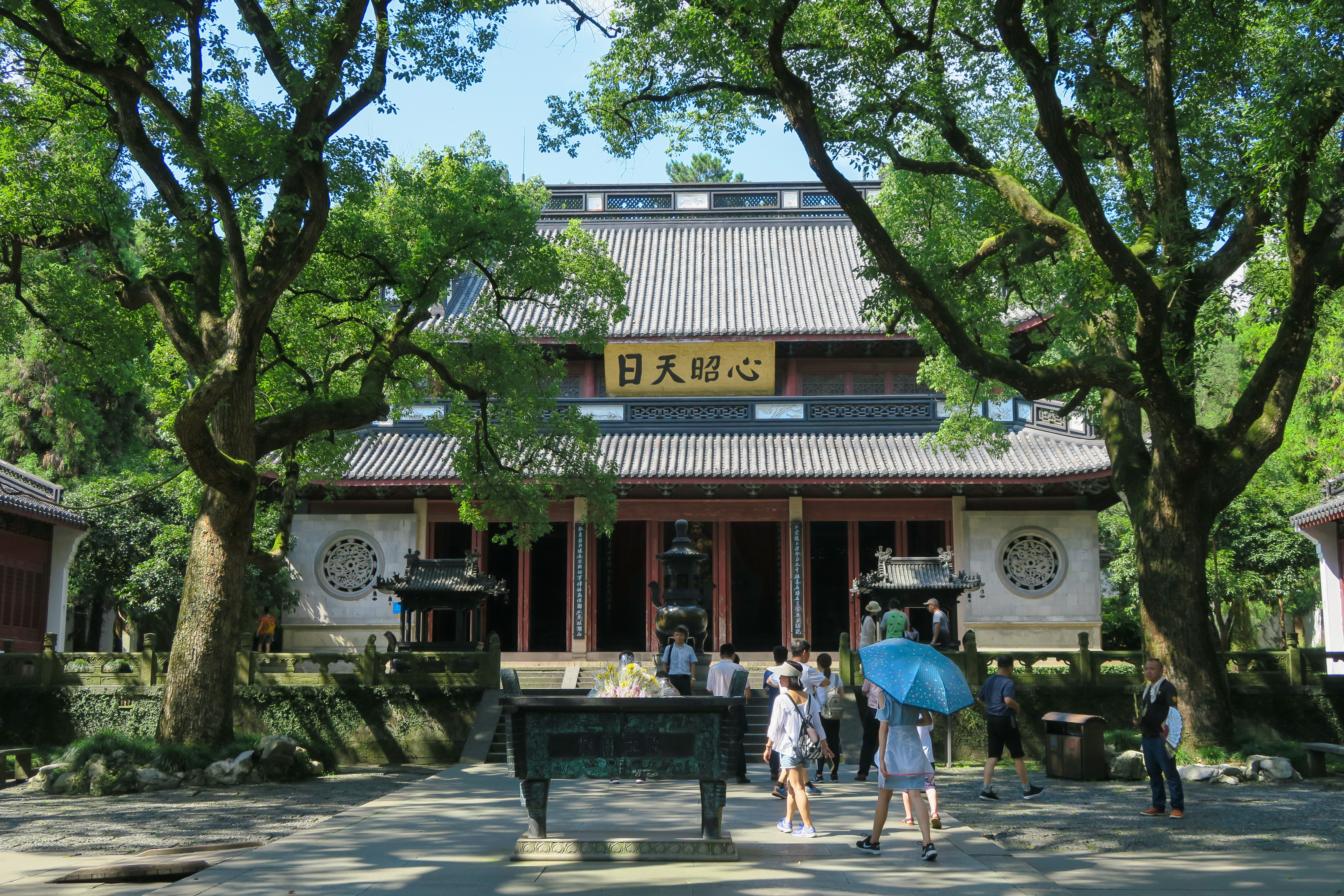
岳王廟の正殿
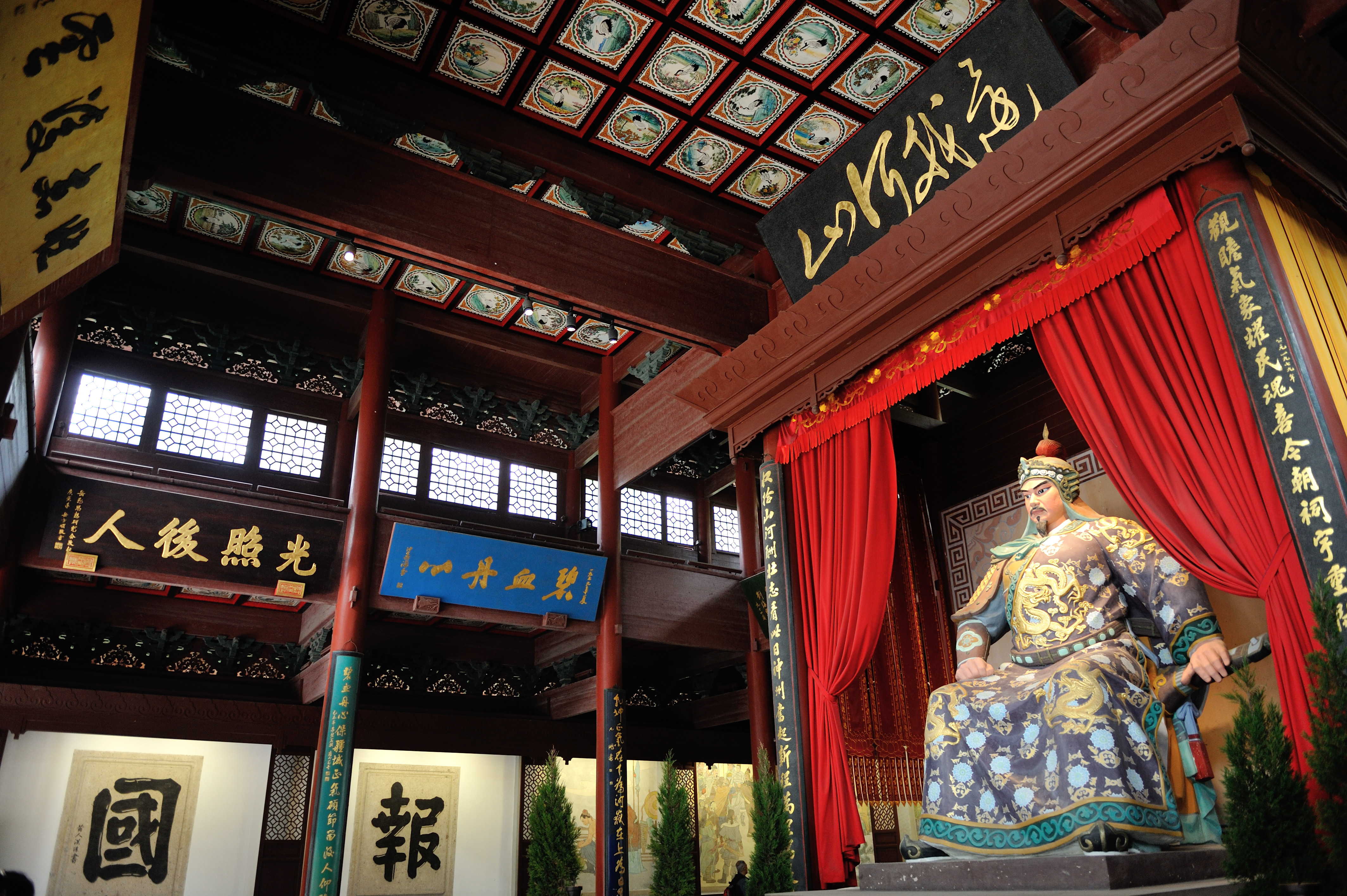
正殿の内部
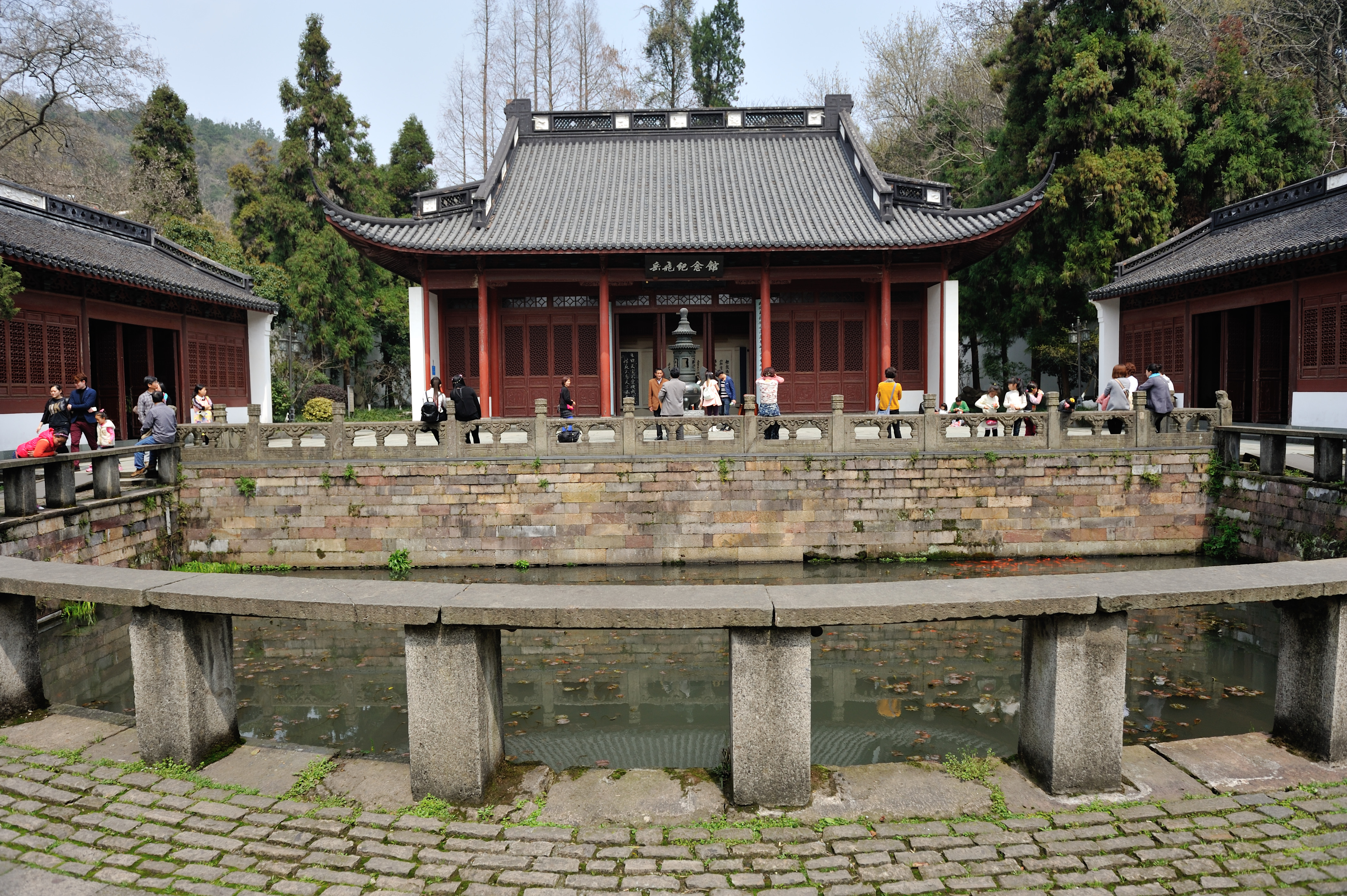
岳飛記念館
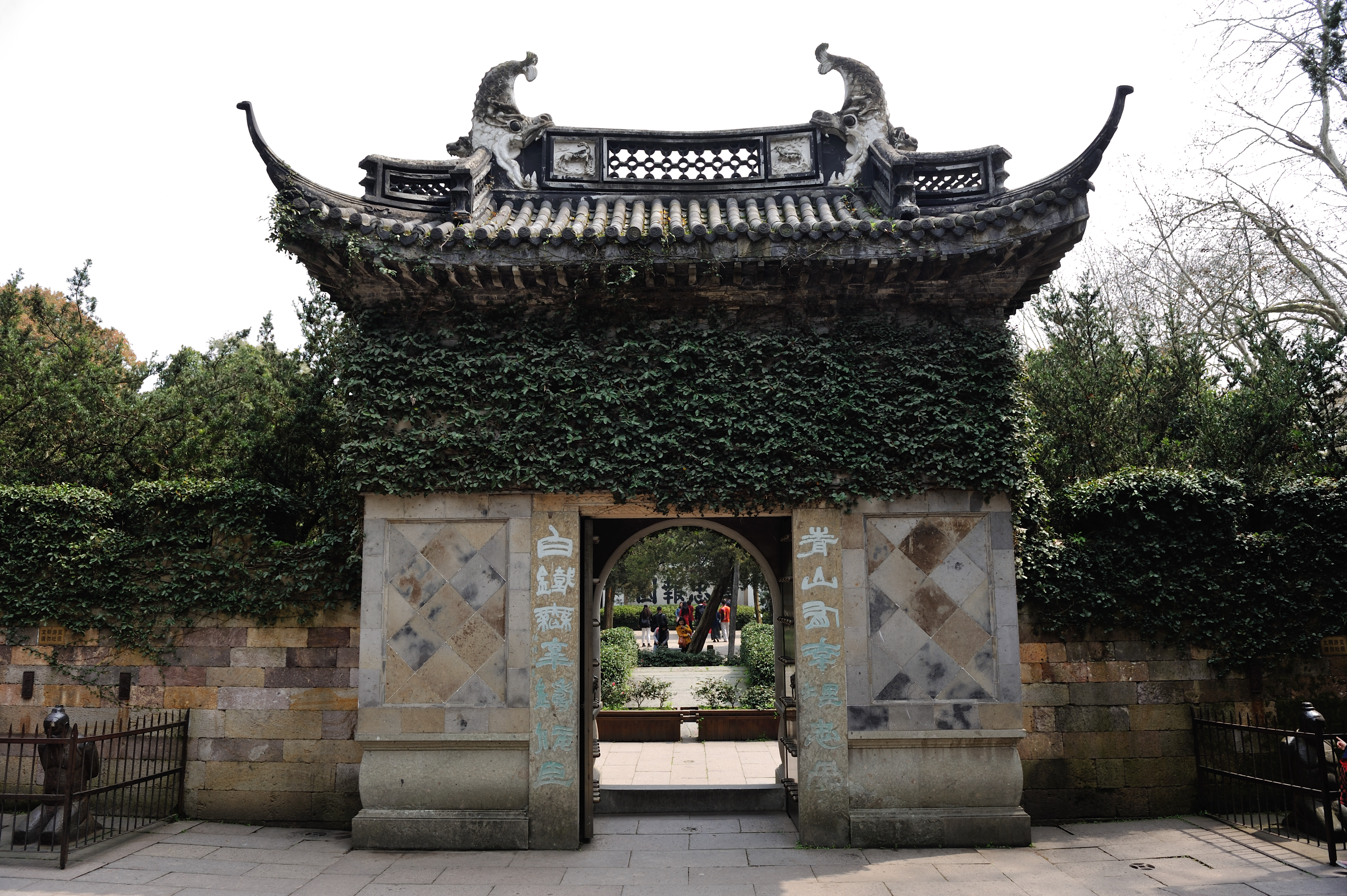
岳飛の墓への入り口
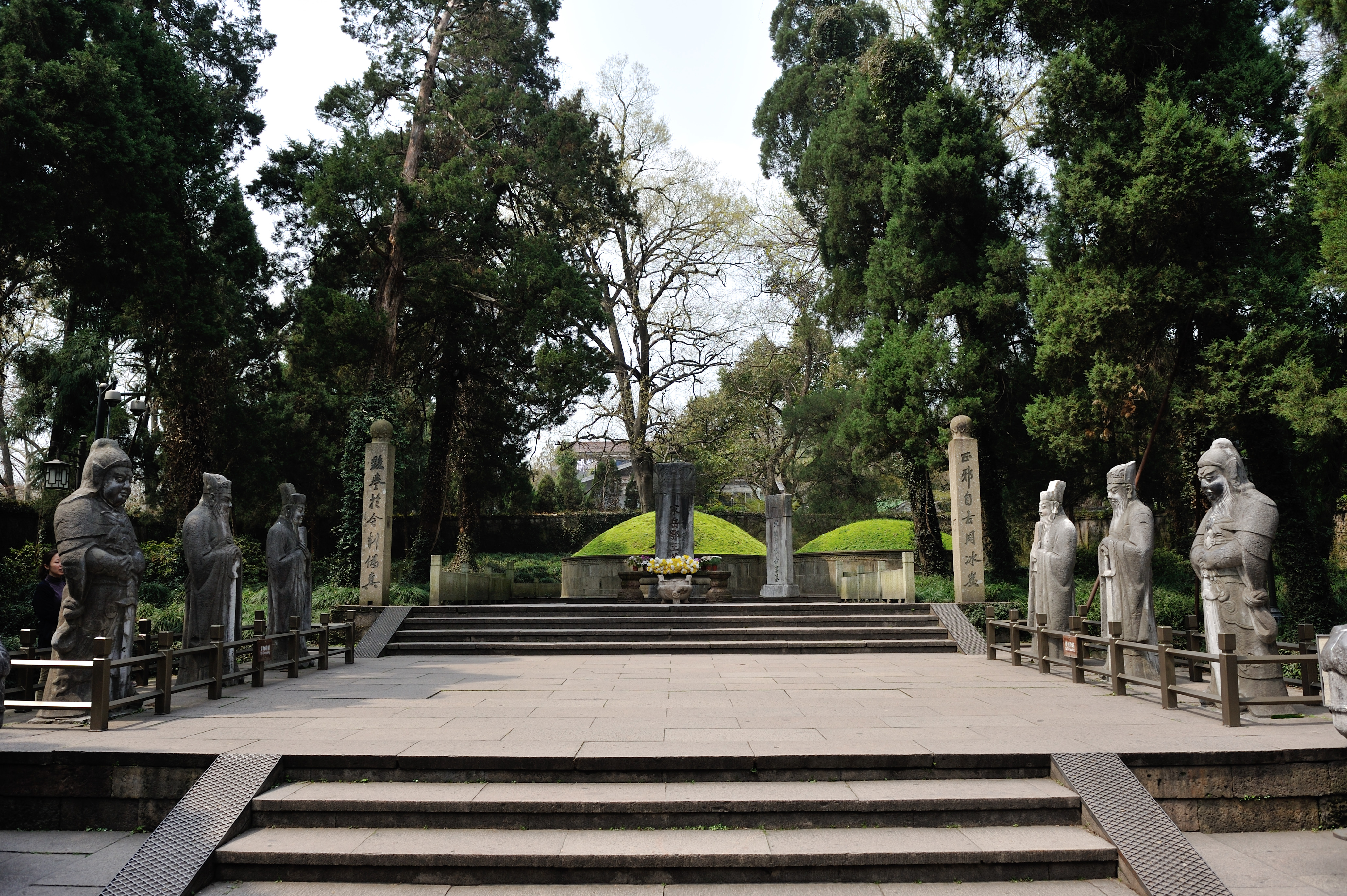
岳飛と岳雲の墓
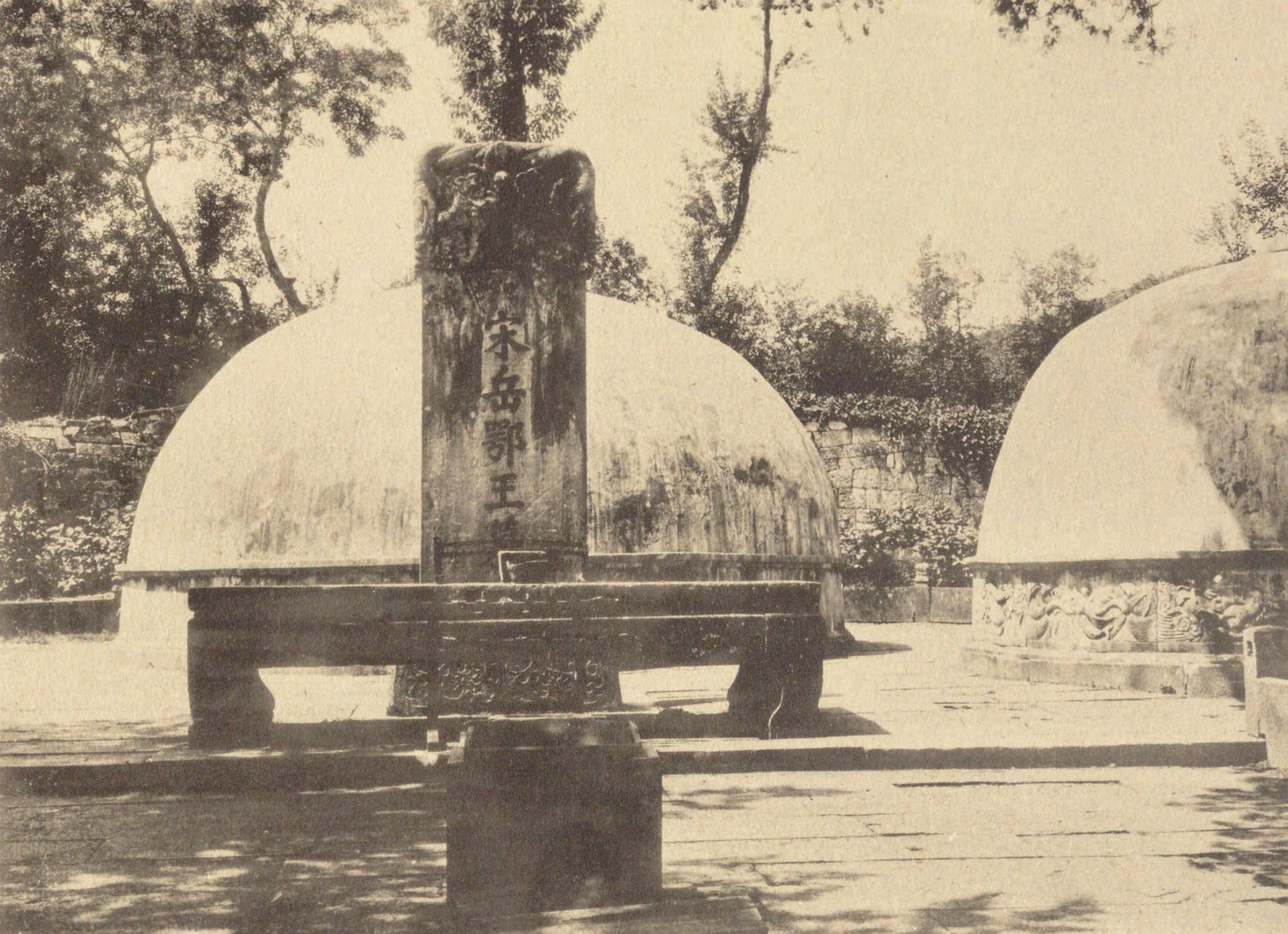
岳飛の墓（1907年）
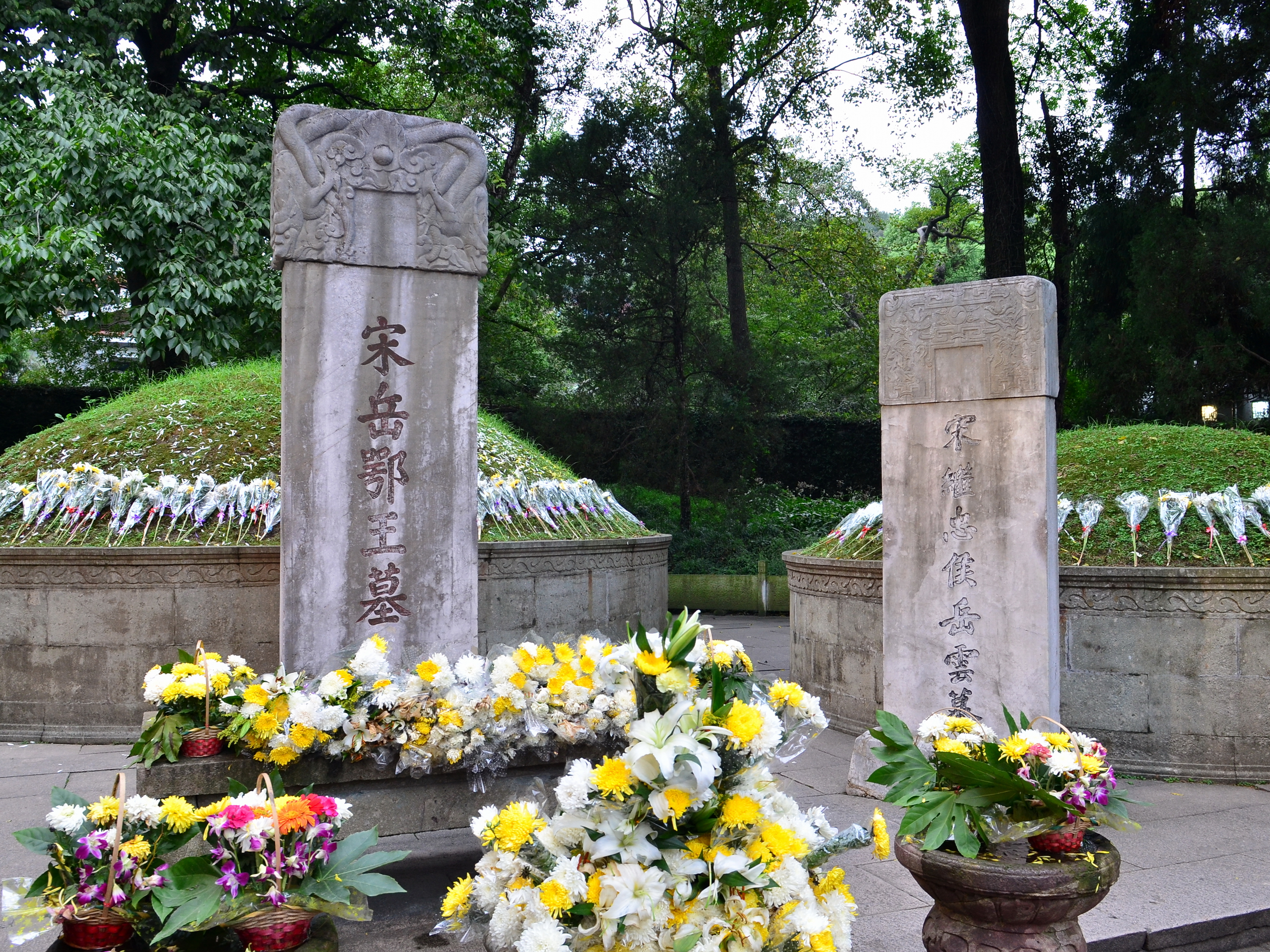
岳飛（左）と岳雲（右）の墓碑銘
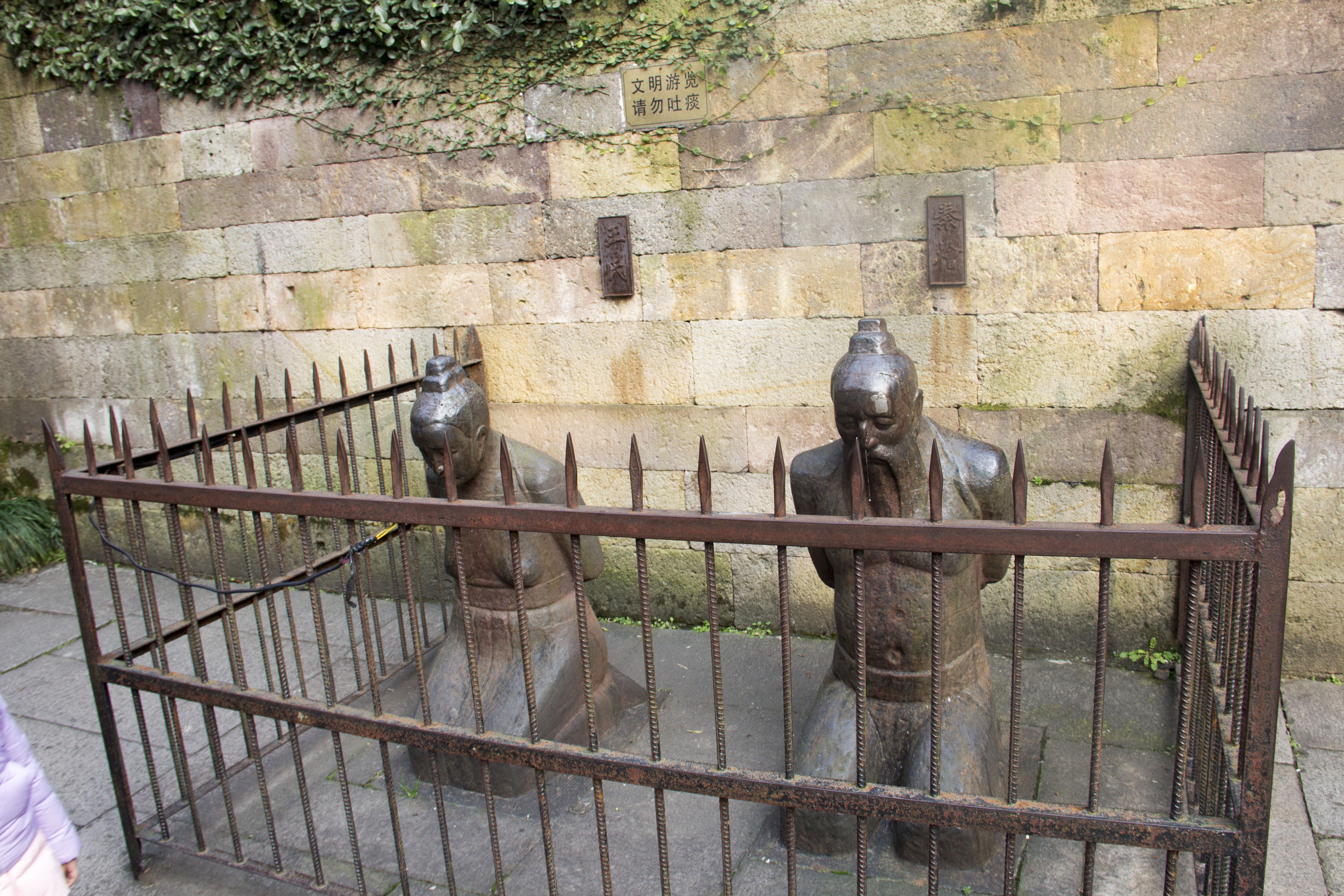
秦檜夫婦などが跪いている像
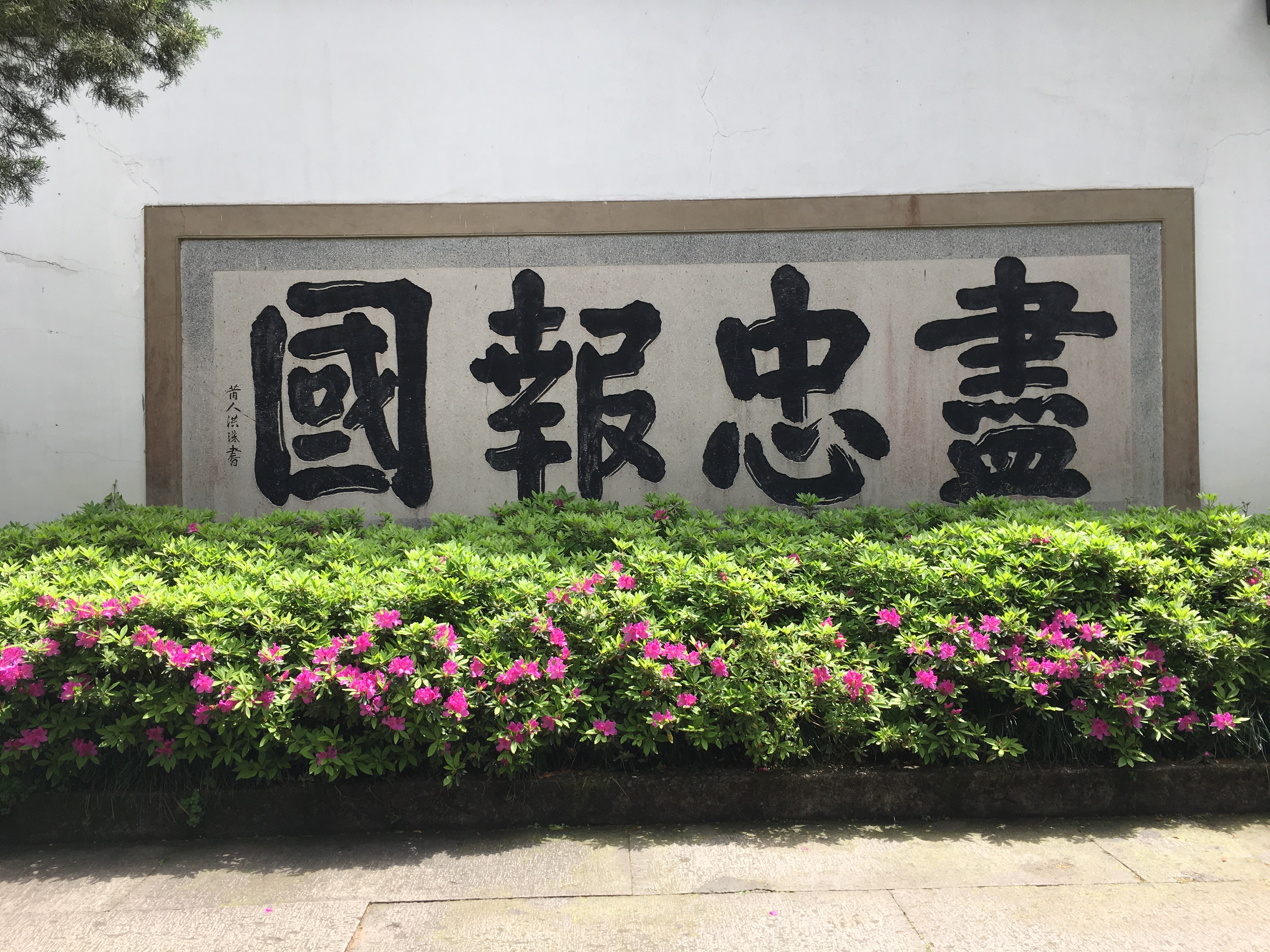
岳飛の背中には「尽忠報国」の入れ墨があったという